# 山形県道10号長井飯豊線
山形県道10号長井飯豊線（やまがたけんどう10ごう ながいいいでせん）は、山形県長井市から山形県西置賜郡飯豊町に至る県道（主要地方道）である。

## 概要

### 路線データ
- 起点：長井市館町南（国道287号交点）
- 終点：西置賜郡飯豊町手ノ子（国道113号交点）

## 歴史
- 1993年（平成5年）5月11日 - 建設省から、県道長井飯豊線を長井飯豊線として主要地方道に指定される[1]。
- 2021年（令和3年）9月22日 - 手ノ子工区 (545 m) が開通[2]。
- 2022年（令和4年）8月 - 飯豊町の小白川に架かる大巻橋が豪雨により流失（国土交通省により仮橋が貸与された）[3]。
- 2025年（令和7年）7月30日 - 大巻橋の新橋 (34 m) を含む区間 (158 m) が開通する[4]。

## 路線状況

### 重複区間
- 山形県道251号椿長井線（長井市四ツ谷二丁目 - 台町）

### 橋梁
- 中里橋（飯豊町、白川）
- 大巻橋（飯豊町、小白川）

## 地理

### 通過する自治体
- 長井市
- 西置賜郡飯豊町

### 交差する道路
- 国道287号・山形県道166号久保桜線
- 山形県道251号椿長井線（長井市四ツ谷二丁目 - 台町、飯豊町椿）
- 山形県道256号萩生九野本線
- 山形県道11号長井白鷹線
- 山形県道252号木地山九野本線
- 山形県道257号中時庭線
- 山形県道258号萩生黒沢線
- 山形県道250号椿川西線
- 国道113号

### 沿道の施設など
- 山形県立長井高等学校
- 飯豊町役場
- 山形県立置賜農業高等学校飯豊分校